# Lista över statsparker i Florida

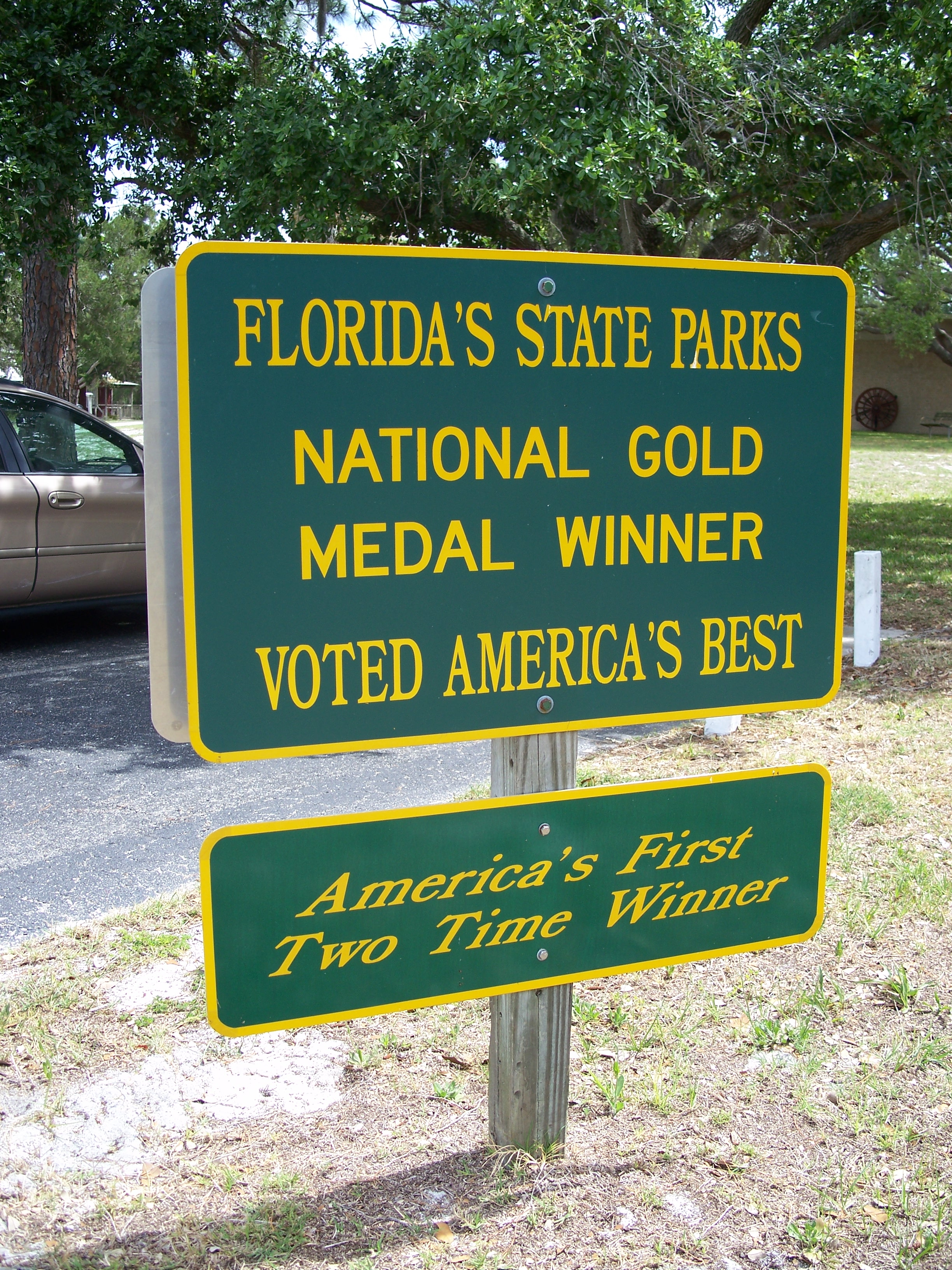
Skylt för en park

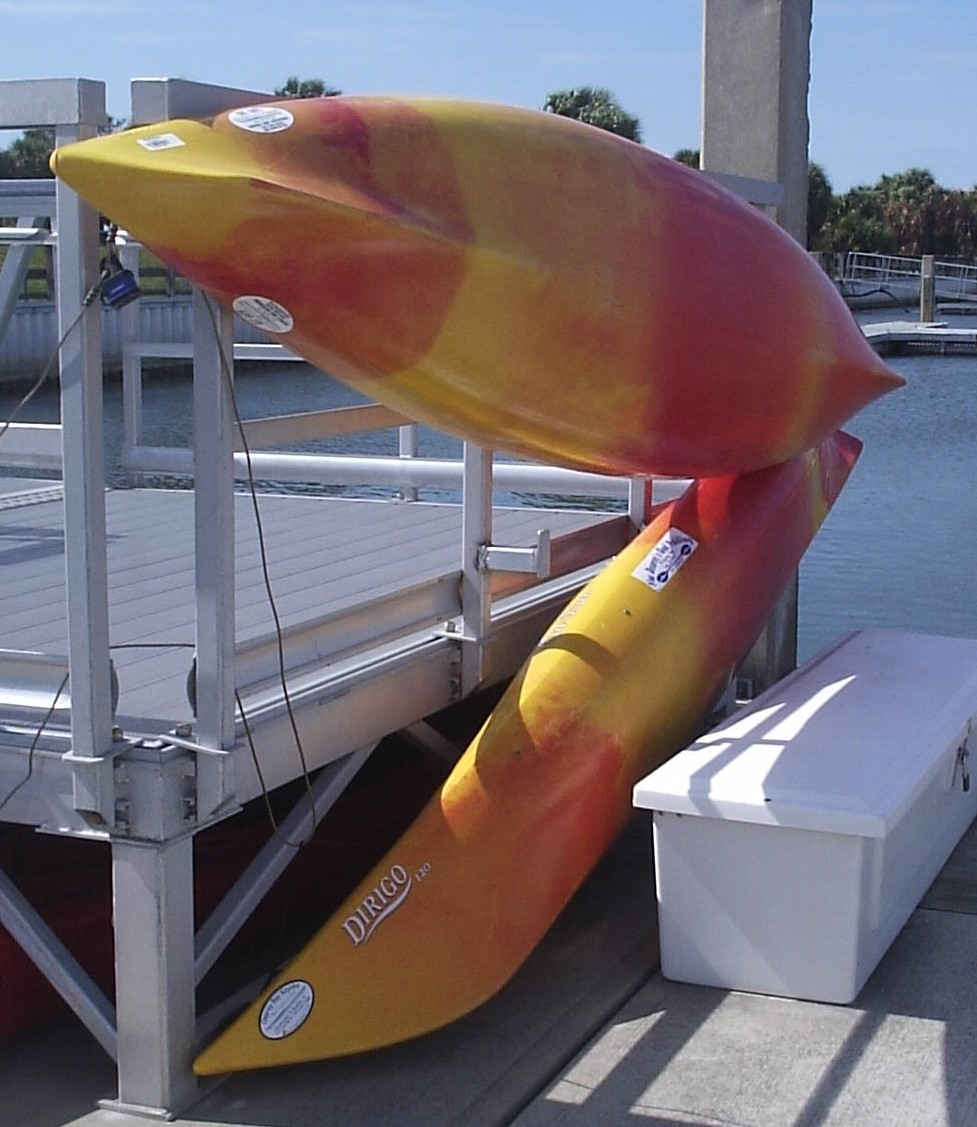
Kajaker vid Caladesi State Park

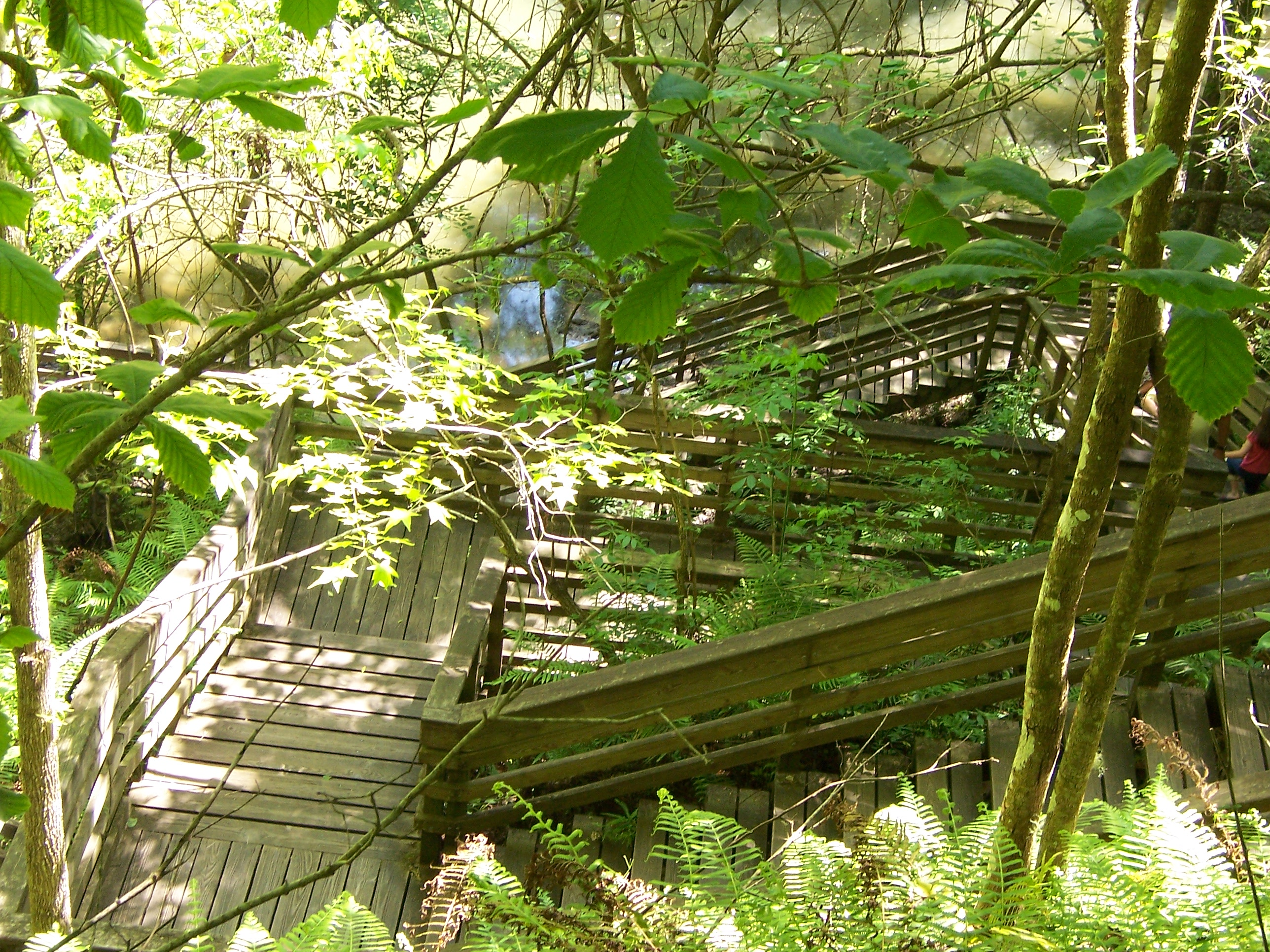
Gång till utsiktsplats vid Devil's Millhopper Geological State Park

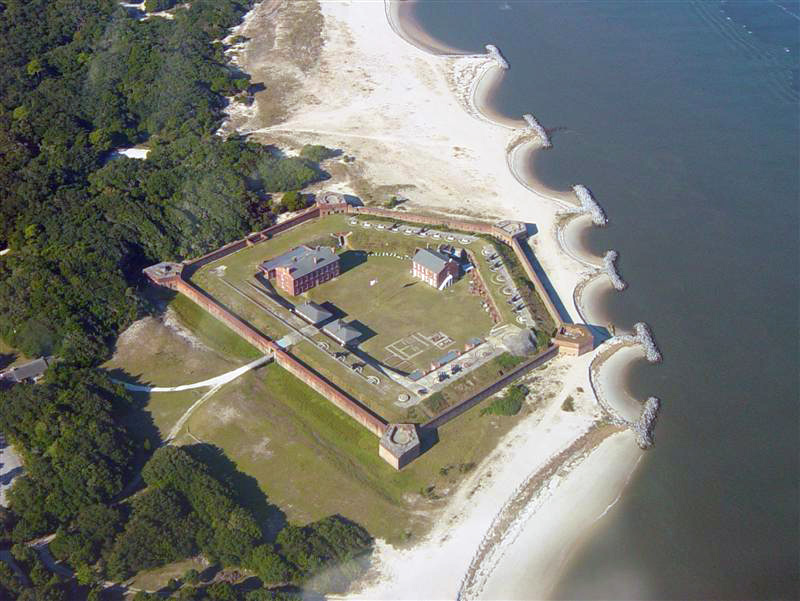
Fort Clinch

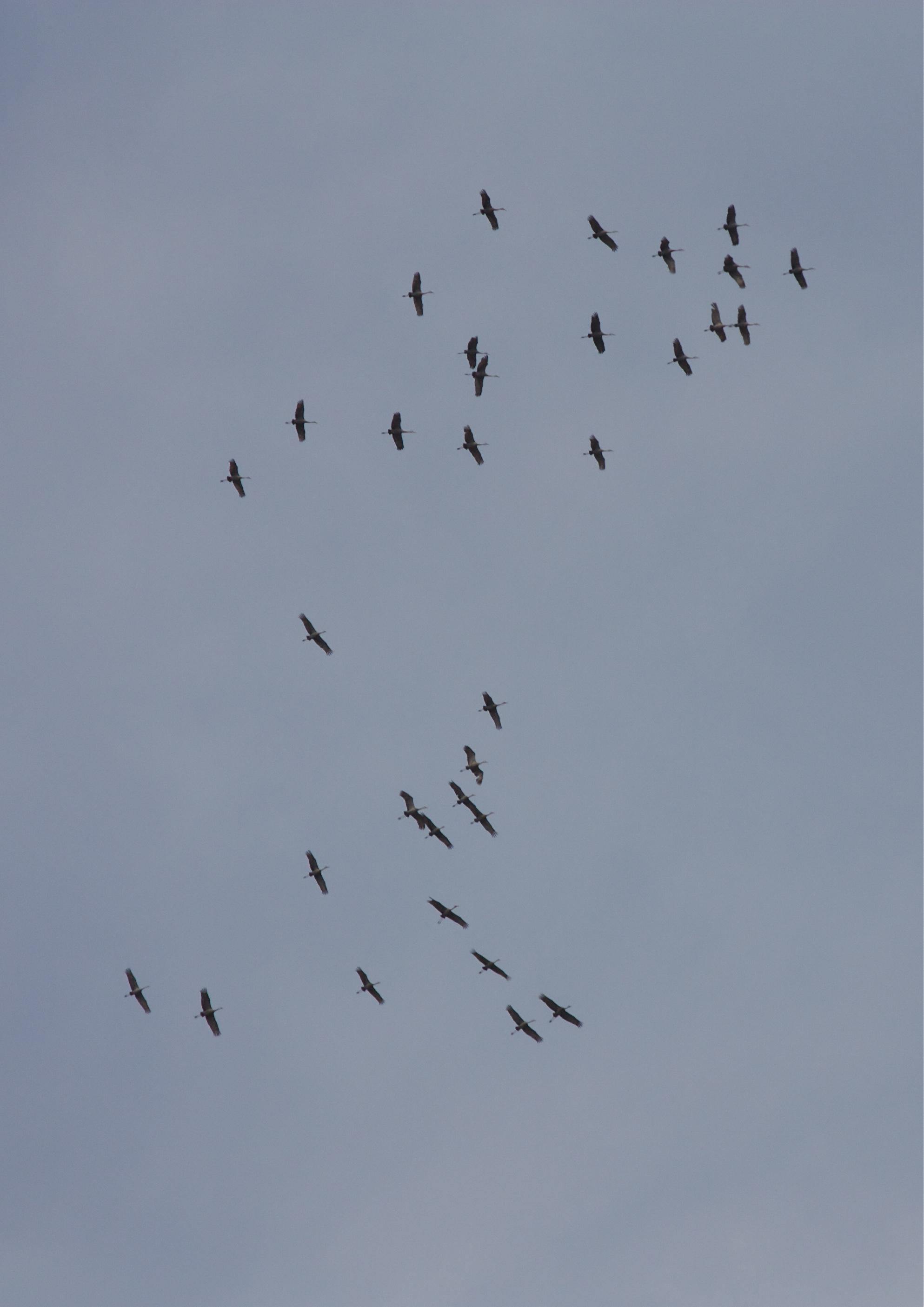
Sandhill Cranes vid Lake Kissimmee State Park

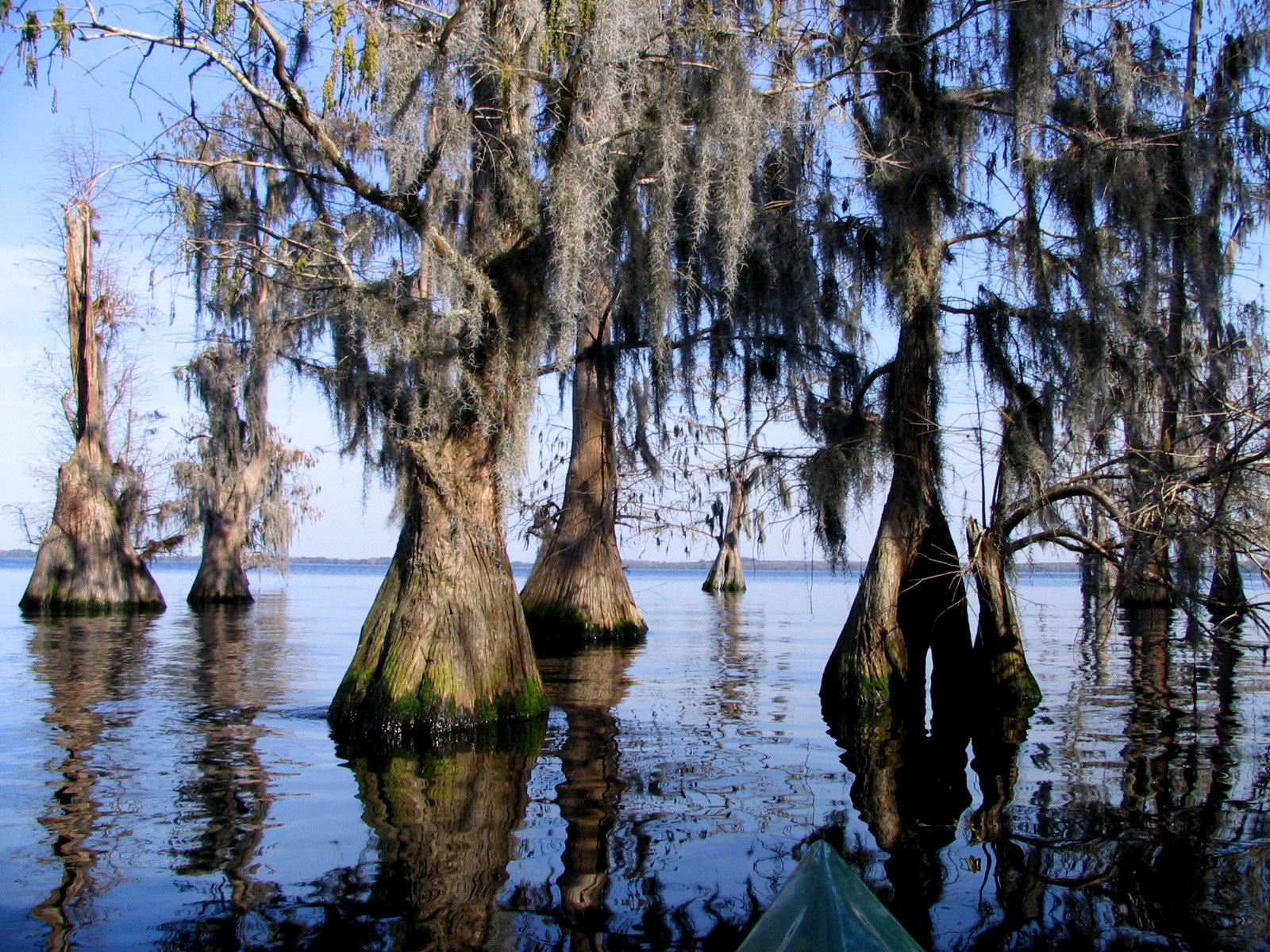
Bald Cypress i Lake Louisa

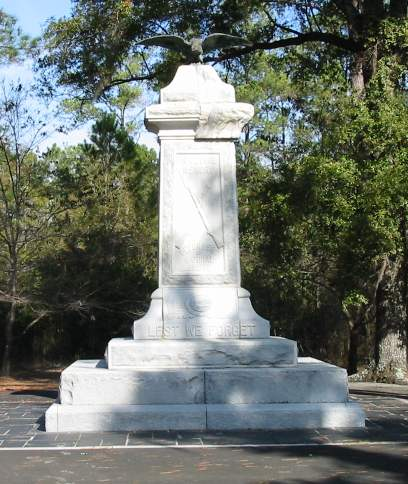
Monument vid Natural Bridge Battlefield State Historic Site

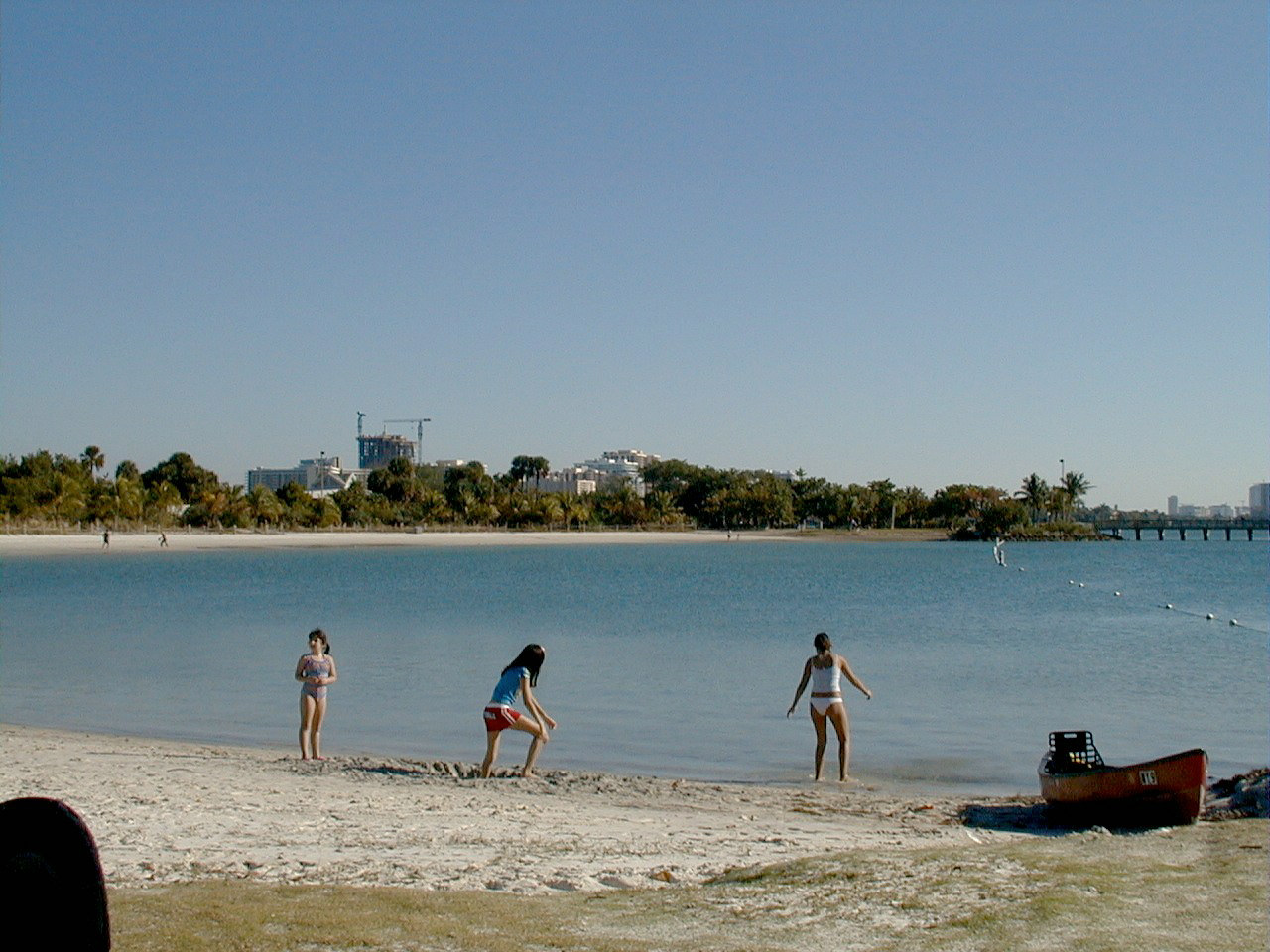
Stranden vid Oleta River State Park

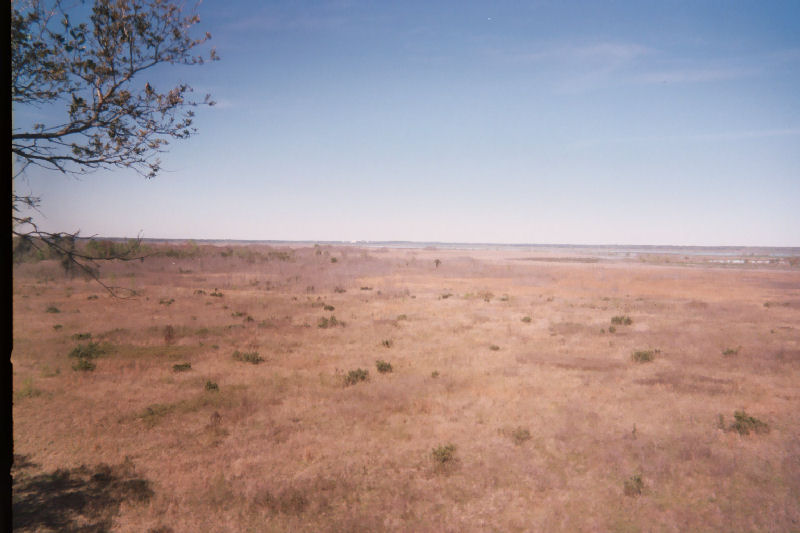
Utsikt norrut från Paynes Prairie utsiktsstorn

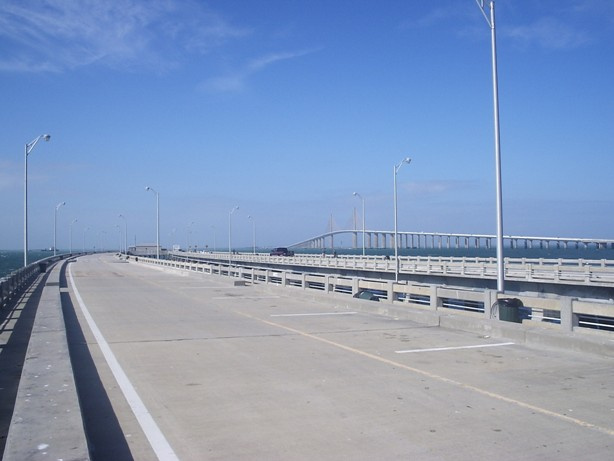
Sunshine Skyway piren, mot norr, Sunshine Skyway Bridge till höger

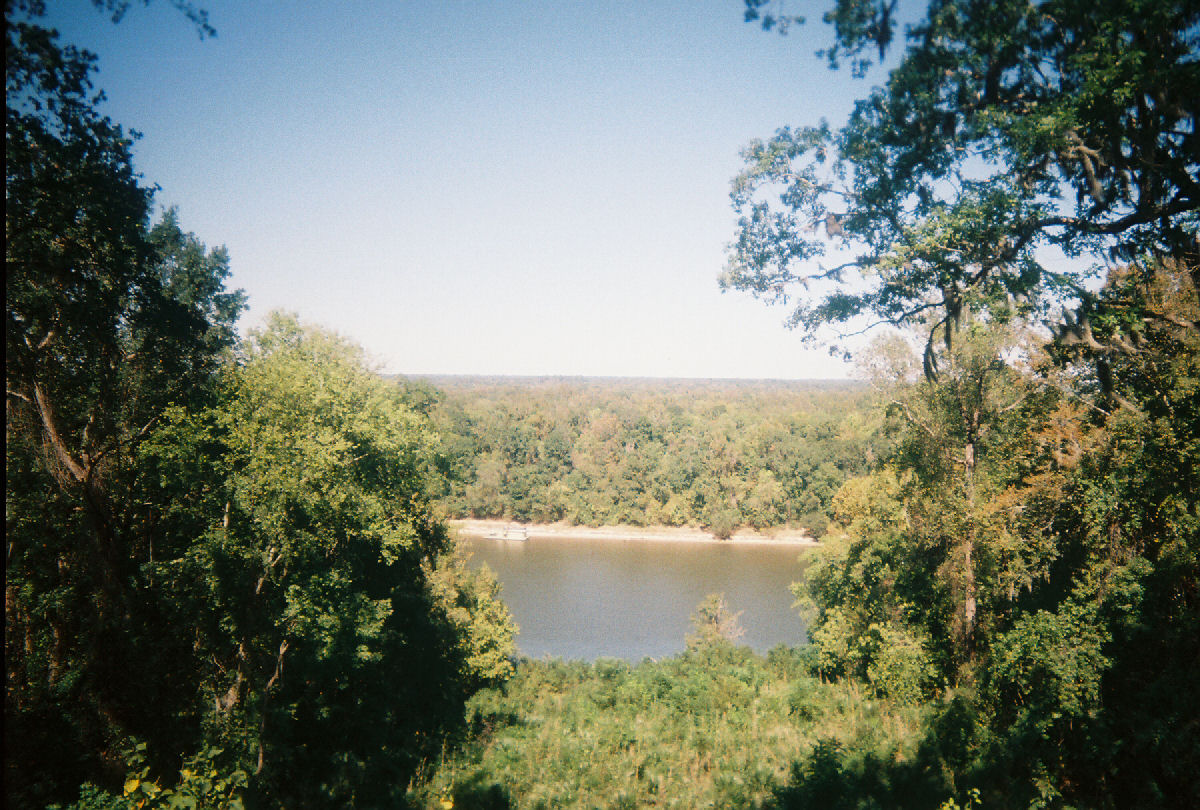
Utsikt från Apalachicola River i Torreya State Park

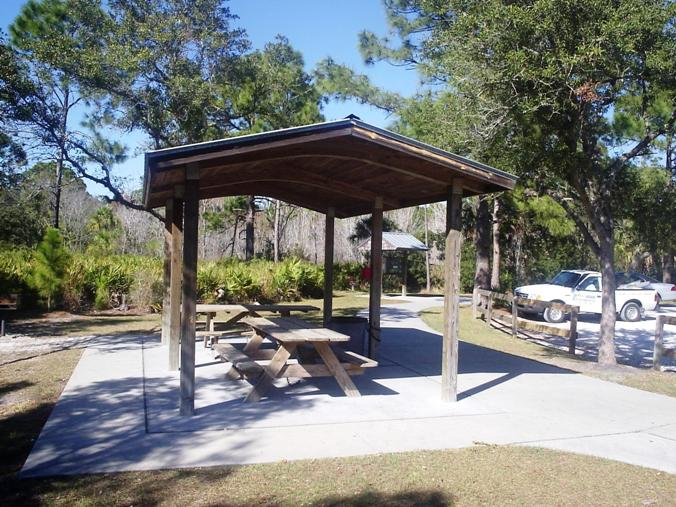
Rastplats vid Werner-Boyce Salt Springs State Park

Detta är en lista över 155 av 160 statsparker och parkområden i den amerikanska delstaten Florida, vilka administreras av Florida State Park-systemet.

## A
- Alafia River State Park
- Alfred B. Maclay Gardens State Park
- Allen David Broussard Catfish Creek
- Amelia Island State Park
- Anastasia State Park
- Anclote Key Preserve State Park
- Avalon State Park

## B
- Bahia Honda State Park
- Bald Point State Park
- Barnacle Historic State Park
- Big Lagoon State Park
- Big Shoals State Park
- Big Talbot Island State Park
- Bill Baggs Cape Florida State Park
- Blackwater River State Park
- Blue Spring State Park
- Bulow Creek State Park
- Bulow Plantation Ruins Historic State Park

## C
- Caladesi Island State Park
- Camp Helen State Park
- Cayo Costa State Park
- Cedar Key Scrub State Reserve
- Cedar Key Museum State Park
- Charlotte Harbor Preserve State Park
- Collier-Seminole State Park
- Colt Creek State Park
- Constitution Convention Museum State Park
- Crystal River Archaeological State Park
- Crystal River Preserve State Park
- Curry Hammock State Park

## D
- Dade Battlefield Historic State Park
- Dagny Johnson Key Largo Hammock Botanical State Park
- De Leon Springs State Park
- DeSoto Site Historic State Park
- Deer Lake State Park
- Delnor-Wiggins Pass State Park
- Devil's Millhopper Geological State Park
- Don Pedro Island State Park
- Dudley Farm State Historic Site
- Dunns Creek

## E
- Econfina River State Park
- Eden Gardens State Park
- Edward Ball Wakulla Springs State Park
- Egmont Key State Park
- Estero Bay Preserve State Park

## F
- Fakahatchee Strand Preserve State Park
- Falling Waters State Park
- Fanning Springs State Park
- Faver-Dykes State Park
- Florida Caverns State Park
- Forest Capital Museum State Park
- Fort Clinch State Park
- Fort Cooper State Park
- Fort Foster Historic Site
- Fort George Island Cultural State Park
- Fort Mose Historic State Park
- Fort Pierce Inlet State Park
- Fort Zachary Taylor Historic State Park
- Fred Gannon Rocky Bayou State Park

## G
- Gainesville-Hawthorne State Trail
- Gamble Plantation Historic State Park
- Gamble Rogers Memorial State Park
- Gasparilla Island State Park
- George Crady Bridge Fishing Pier State Park
- Gold Head Branch State Park - see Mike Roess Gold Head Branch State Park
- Grayton Beach State Park

## H
- Henderson Beach State Park
- Highlands Hammock State Park
- Hillsborough River State Park
- Homosassa Springs Wildlife State Park
- Honeymoon Island State Park
- Hontoon Island State Park
- Hugh Taylor Birch State Park

## I
- Ichetucknee Springs State Park
- Indian Key State Historic Site

## J
- John D. MacArthur Beach State Park
- John Gorrie State Museum
- John Pennekamp Coral Reef State Park
- John U. Lloyd Beach State Park
- Jonathan Dickinson State Park

## K
- Kissimmee Prairie Preserve State Park
- Koreshan State Historic Site

## L
- Lafayette Blue Springs State Park
- Lake Griffin State Park
- Lake Jackson Mounds Archaeological State Park
- Lake June in Winter Scrub State Park
- Lake Kissimmee State Park
- Lake Louisa State Park
- Lake Manatee State Park
- Lake Talquin State Park
- Letchworth Mounds
- Lignumvitae Key State Botanical Park
- Little Manatee River State Park
- Little Talbot Island State Park
- Long Key State Park
- Lovers Key / Carl E. Johnson State Park
- Lower Wekiva River Preserve State Park

## M
- Madira Bickel Mound State Archeological Site
- Madison Blue Springs State Park
- Manatee Springs State Park
- Marjorie Kinnan Rawlings Historic State Park
- Mike Roess Gold Head Branch State Park
- Mound Key Archeological State Park
- Myakka River State Park

## N
- Natural Bridge Battlefield State Historic Site
- North Peninsula State Park

## O
- Okeechobee Battlefield State Park
- O'Leno State Park
- Ochlockonee River State Park
- Oleta River State Park
- Olustee Battlefield Historic State Park
- Orman House
- Oscar Scherer State Park

## P
- Paynes Creek Historic State Park
- Paynes Prairie State Preserve
- Peacock Springs State Park
- Perdido Key State Park
- Ponce de Leon Springs State Park
- Pumpkin Hill Creek Preserve State Park

## R
- Rainbow Springs State Park
- Ravine Gardens State Park
- River Rise Preserve State Park
- Rock Springs Run State Reserve
- Rocky Bayou State Park - see Fred Gannon Rocky Bayou State Park

## S
- San Felasco Hammock Preserve State Park
- San Marcos de Apalache Historic State Park
- San Pedro Underwater Archaeological Preserve State Park
- Savannas Preserve State Park
- Seabranch Preserve State Park
- Sebastian Inlet State Park
- Silver River State Park
- Skyway Fishing Pier State Park
- St. Andrews State Park
- St. George Island State Park
- St. Joseph Peninsula State Park
- St. Lucie Inlet Preserve State Park
- St. Marks River State Park
- St. Sebastian River Preserve State Park
- Stephen Foster Folk Culture Center State Park
- Stump Pass Beach State Park
- Suwannee River State Park

## T
- Tarkiln Bayou
- Three Rivers State Park
- Tomoka State Park
- Topsail Hill Preserve State Park
- Torreya State Park
- Troy Springs State Park

## W
- Waccasassa Bay Preserve State Park
- Wakulla Springs State Park, Lodge and Conference Center - see Edward Ball Wakulla Springs State Park
- Washington Oaks State Gardens
- Wekiwa Springs State Park
- Werner-Boyce Salt Springs State Park
- Windley Key Fossil Reef Geological State Park